# Medjana
Medjana (în arabă مجانة) este o comună din provincia Bordj-Bou-Arreridj, Algeria.
Populația comunei este de 22.402 locuitori (2008).